# 濱田窯
座標: 北緯36度28分12.0秒 東経140度06分27.7秒 / 北緯36.470000度 東経140.107694度
濱田窯（はまだがま）とは、栃木県芳賀郡益子町にある益子焼の窯元・陶器製造業者である。
益子焼の陶芸家である濱田庄司が開窯し、作陶活動と「民藝運動」の拠点とした窯元である。

## 概要
益子焼の中興の祖である濱田庄司が作陶活動の拠点とした窯元である。過去には「浜田製陶所」と称していたこともある。また「浜田窯」や「浜田工房」表記の文献もある。
2代目として濱田庄司の次男である濱田晋作が当主となり、現在は濱田晋作の次男である濱田友緒が3代目当主である。
濱田庄司、濱田晋作、濱田友緒の歴代当主による作家作品である「作家物」と、濱田窯に従事している職人による工房作品である「窯もの」の2種類の作品が作陶販売されている。
また過去には濱田庄司の弟子たち：通称「益子門窯」による作品も全国各地で展示販売されていた。

## 沿革
1931年（昭和6年）、濱田庄司の自邸の母屋の隣に3室の登り窯を築窯し、同年初めて窯に火が入り、「濱田窯」の始まりとなった。
1934年（昭和9年）、濱田庄司の同志であるバーナード・リーチの益子での仕事場として「長屋門（現在の「濱田窯長屋門」）」を購入移築し轆轤場を設置した。
1941年（昭和16年）には益子町の窯元の細工場（仕事場）の建物を購入移築し（現在は「濱田庄司記念益子参考館」の一部として保存公開）、翌1942年（昭和17年）には細工場のそばに8基からなる大登り窯を築窯（細工場と同様に現在は「濱田庄司記念益子参考館」の一部として保存公開）。徐々に窯の規模を大きくしていった。
戦後の1945年（昭和20年）以降、村田元や島岡達三などの濱田庄司の弟子たちが従事し始め、濱田庄司の次男である濱田晋作も従事、益子町出身の職人たちを雇い入れ、更に弟子や職人たちが増えていった。
またバーナード・リーチのみならず、柳宗悦や河井寛次郎、青山二郎や武原はんなどの民藝運動家や民藝愛好家らが数多く訪れた。
1977年（昭和52年）、濱田庄司の最晩年に自邸の一部が「濱田庄司記念益子参考館」として開館。
1978年（昭和53年）、濱田庄司の逝去に伴い濱田晋作が濱田窯の2代目当主となり、遺された濱田庄司の仕事場を運営していった 。
1990年代には濱田庄司の自邸の母屋が、反対運動はあったものの、益子町内の「陶芸メッセ・益子」に移築され、空いた敷地に晋作の仕事場を移動させ、現在の「濱田窯」となった。
2008年（平成20年）、濱田庄司の孫であり、濱田晋作の次男である濱田友緒が「濱田窯」3代目当主となった。

## 濱田窯の作家と職人

### 作家
- 初代：濱田庄司[28][29]
- 2代目：濱田晋作[30][31][19]
- 3代目：濱田友緒[27][32]
- 濱田篤哉[33][34][35]

### 職人
- 豊田道夫[36][37]
- 高根澤ミツ子[38][36][37][39][40][41]
- 篠崎浩司[36][37]
- 蓮根文男[36][37]

#### 過去に勤務していた職人
- 篠崎馬吉[42][43][44]
- 豊田正夫[45][38][43][44][46]
- 神谷弥平（窯太郎：窯焚き担当の職人）[43][44]

## まんぢゅう皿
初代・濱田庄司が客に自分の好物であった益子町の饅頭店「赤羽まんぢう本舗」の「まんぢゅう」を振る舞うのに用いられ、2代目・濱田晋作が当主だった頃に「濱田窯もの」の新作として作陶され始めた手のひらサイズの小皿は、まんぢゅうを乗せるのにちょうどいい大きさの小皿であることから「まんぢゅう皿」と呼ばれている。
基は濱田庄司が英国から持って帰ってきたスリップウェアの小皿だと考えられている。
初期は13cmと12cmの2種類であったが、現在では大・中・小の3種類の大きさが作陶されている。
「型抜き」で作陶されている「型皿」であり、現在は濱田庄司時代からの職人である高根澤ミツ子が型抜きを担当している。
「濱田窯もの」の中で一番の商品だと考えるファンもいる、「濱田窯もの」の代表的な人気商品となっている。

## 濱田窯長屋門
1934年（昭和9年）、バーナード・リーチの4回目の来日に備えて、濱田庄司が益子近隣の農家に建てられていた長屋門を購入し移築した。
この長屋門の両脇にあった部屋の、西側の部屋に轆轤を設置して細工場とし、東側の部屋を来日して益子に滞在するリーチの為の宿泊部屋とした。
そして濱田庄司亡き後、2代目となった濱田晋作がこの区域にあった濱田邸を益子町へ寄付し移築（現在の「陶芸メッセ・益子」内「旧濱田庄司邸」）、その跡地に晋作の細工場と窯場を移設し新しい「濱田窯」としたため「濱田窯長屋門」となった。そして長年、この長屋門は濱田庄司やその三男の濱田篤哉、そして濱田窯「窯もの」の作品を保管する倉庫として使用されていた。
きっかけは2015年（平成27年）に開催された「土祭2015」で、以前から濱田晋作や濱田友緒の「濱田窯」を初めとした益子焼の陶芸家たちと関わりが深かった「BEAMS」のレーベルの一つである「fennica」が土祭に参加。「濱田窯」の長屋門：「濱田窯長屋門」で期間限定ショップを出店することになった。その時に、スペースとして使用する為に長屋門の西側：バーナード・リーチが益子の濱田庄司宅に滞在した時に使用された細工場エリアを掃除し片付けた時に、バーナード・リーチの失敗作や、濱田庄司の三男・濱田篤哉の作品も大量に発見され展示された。
2017年（平成29年）、濱田窯長屋門を新たに別の形で活用することを決め、長屋門倉庫に保管されていた庄司や篤哉や窯ものの作品を「民芸店ましこ」に協力を得て本格的な「お蔵出し」を行い、様々な形で「濱田窯ビンテージもの」の展示販売会を行い好評を得た。
そして長年の倉庫使用により激しく劣化したこの「濱田長屋門」を、茅葺き屋根のみならず、土台や土壁の補修など、長屋門を全面的に修繕する活動が始まった。
2021年（令和3年）11月27日から翌2022年（令和4年）1月24日まで、濱田窯と筑波大学大学院の有志チームと共にクラウドファンディングを実施。目標金額を遥かに越える達成金額を得た。
また2022年（令和4年）4月には濱田窯長屋門での益子の地元向けのイベントも試みられた。
そしてこの濱田窯長屋門修繕事業を「カモン長屋門プロジェクト」と命名し、2022年（令和4年）夏より修繕作業が開始された。

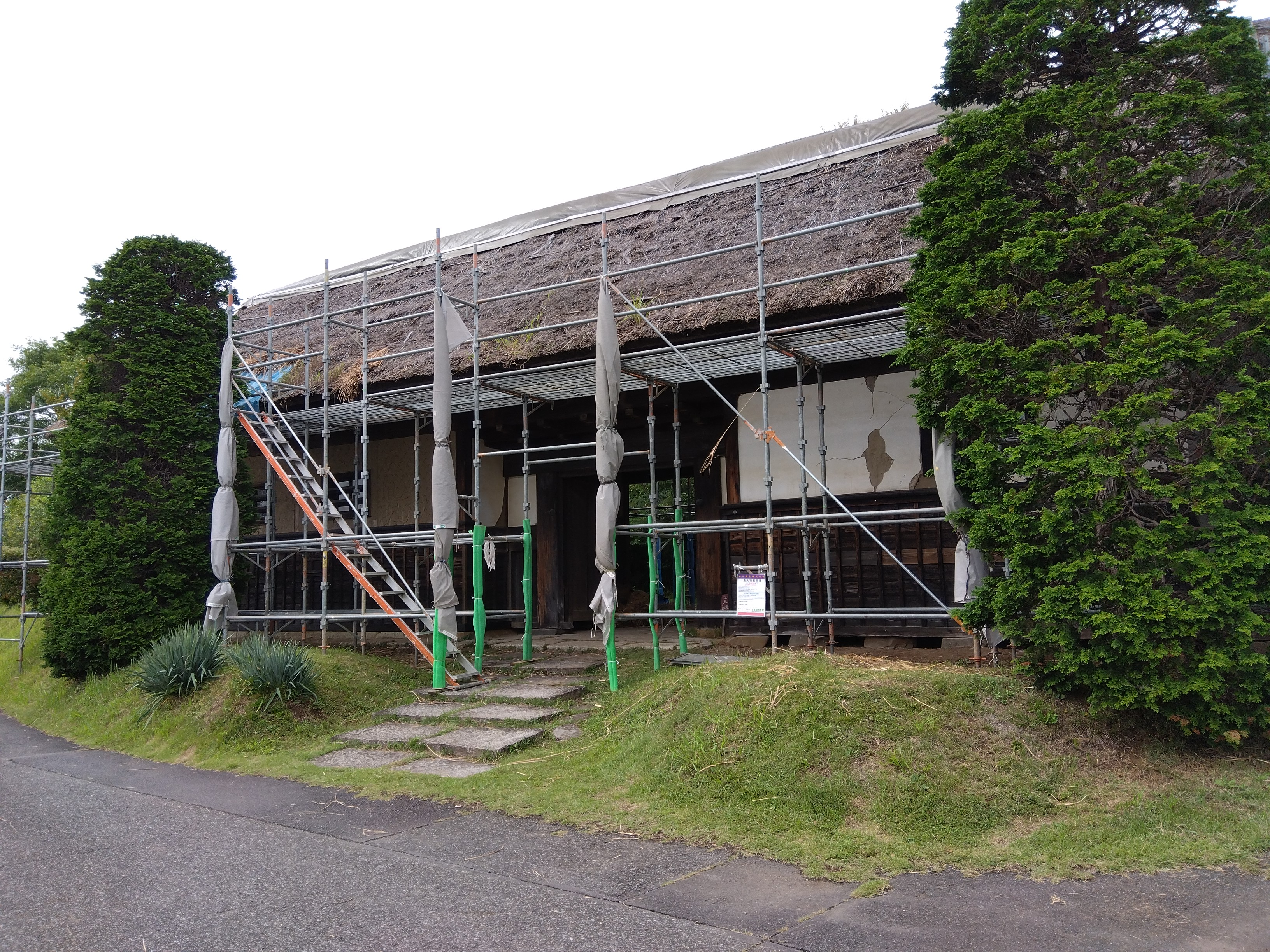
修繕中の「濱田窯長屋門」。2022年（令和4年）9月23日撮影。

またそれに伴い「益子参考館」で様々な企画が行われた。
2023年（令和5年）3月17日、文化審議会は「濱田窯長屋門」を国の登録有形文化財として登録するよう文部科学大臣・永岡桂子に答申した。
そして2023年（令和5年）8月7日、国の登録有形文化財（建造物）として登録された。